# Cantó de Marsella La Capeleta
El cantó de Marsella La Capeleta és un cantó francès del departament de les Boques del Roine, situat al districte de Marsella. És format per part del municipi de Marsella.

## Municipis
Aplega tot o part dels següents barris de Marsella:
- La Capeleta
- Menpenti
- Pont-de-Vivaux
- Saint-Tronc
- Baille
- La Timone
- Saint-Pierre
- Benza

| Data d'elecció                           | Identitat       | Partit | Qualitat |
| ---------------------------------------- | --------------- | ------ | -------- |
| 1967-1973                                | Marius Massias  | SFIO   |          |
| 1973-1985                                | Paul Biaggini   | PCF    |          |
| 1985-1998                                | Robert Villani  | RPR    |          |
| 1998-                                    | Janine Ecochard | PS     |          |
| les dades anteriors no són pas conegudes |                 |        |          |